# Lombardore
Lombardore – miejscowość i gmina we Włoszech, w regionie Piemont, w prowincji Turyn.
Według danych na rok 2004 gminę zamieszkiwało 1511 osób, 125,9 os./km².